# 弗赖施塔特附近圣奥斯瓦尔德
弗赖施塔特附近圣奥斯瓦尔德是奥地利上奥地利州弗赖施塔特县的一个市镇。总面积40.9平方公里，总人口2725人，人口密度66.6人/平方公里（2005年）。